# Vacuómetro de McLeod

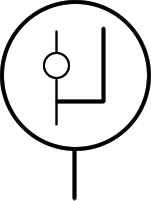
Símbolo del vacuómetro McLeod según la norma ISO 3753-1977 (E).

Esquema de funcionamiento de un vacuometro tipo McLeod.

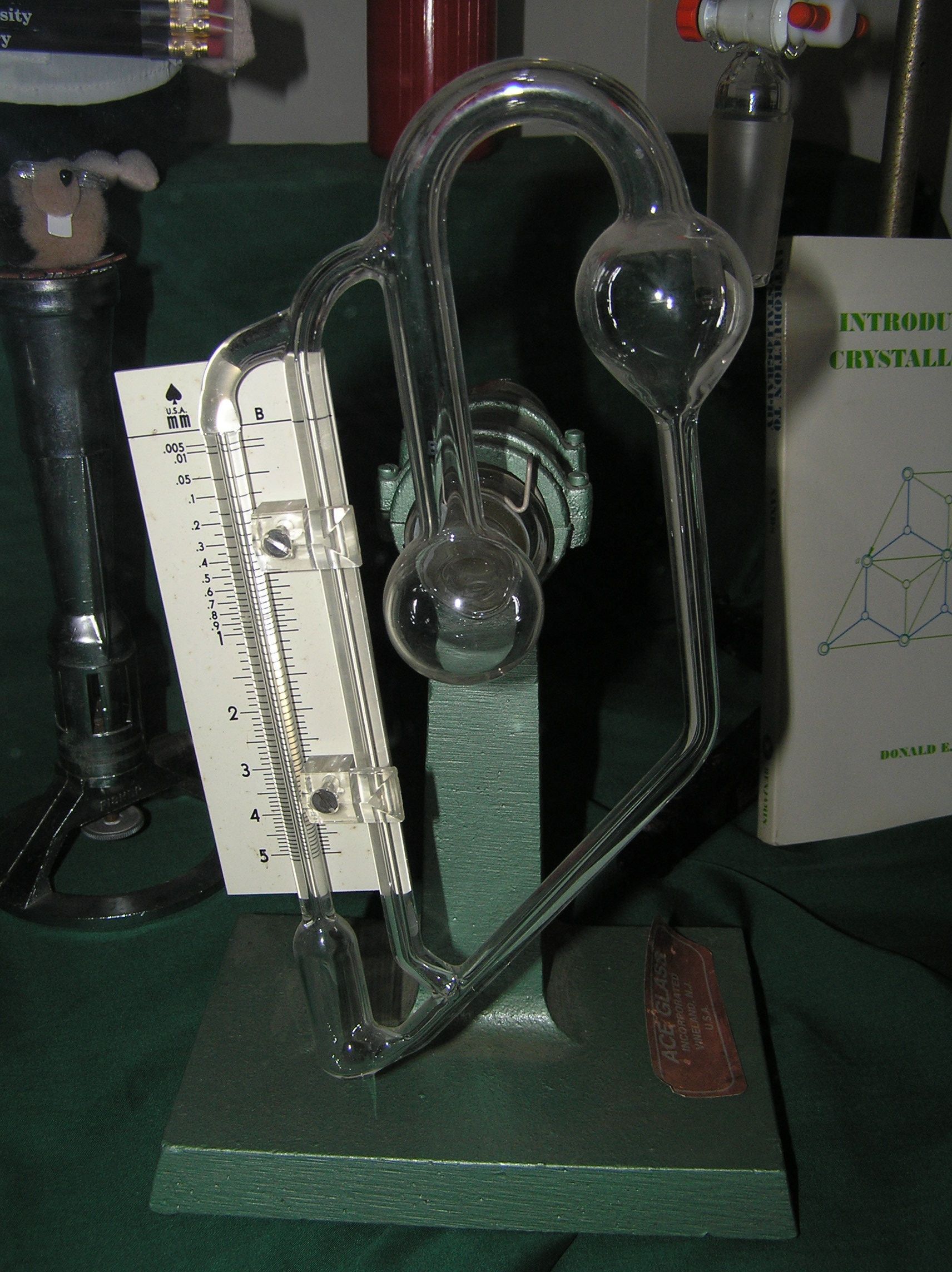
Vacuómetro de McLeod de vidrio al se le ha sacado el mercurio.

El vacuómetro de McLeod es un vacuómetro que mide con gran precisión presiones inferiores a la presión atmosférica (ver vacío). Se utiliza tanto en la industria como en el campo de la investigación científica y técnica.
Dependiendo de su diseño, puede cubrir la medida de presiones desde 10-3 a 100 mbar o desde 10-6 hasta 10-2 mbar.
Fue inventado en 1874 por Herbert G. McLeod (1841-1923). Aunque aún hoy es frecuente encontrarlos formando parte de complejos equipamientos de alto vacío, están siendo sustituidos por vacuómetros electrónicos.

## Esquema de funcionamiento
El fundamento del vacuómetro McLeod consiste en comprimir con mercurio una muestra del gas del sistema sometido a medida con el propósito de lograr mayor sensibilidad aplicando la Ley de Boyle-Mariotte.
Para medir una presión de vacío con el vacuómetro de McLeod se parte desde la posición de reposo, esto es cuando está en posición horizontal. Luego se inclina suavemente para que el mercurio contenido en el bulbo principal penetre en los capilares. Cuando el mercurio llega a la línea de corte (aforo), el gas contenido en el capilar de la izquierda queda atrapado y aislado del resto del sistema lo que provoca que, al seguir vertiendo mercurio, aumente su presión.
Sea 
- p: la presión que se desea medir,
- V: el volumen del bulbo más el del capilar, contado a partir de la línea de borde,
- v: el volumen del gas una vez comprimido, cuando el Hg en el capilar de comparación se enrasa con la línea de cero,
- A: la sección del capilar de medición,
- h: la distancia a la cual queda el Hg en el capilar de medición a partir de la línea de cero,
- P: la presión a que se encuentra el gas en el volumen v. Esta presión es igual a la suma de la presión hidrostática h más la presión que deseamos medir:

{\displaystyle P=h+p\,}
Además
{\displaystyle v=Ah\,}
Aplicando la Ley de Boyle-Mariotte resulta:
{\displaystyle pV=Pv\,}
{\displaystyle pV=(h+p)Ah=Ah^{2}+Aph\,}
y puesto que {\displaystyle Aph<<Ah^{2}}, se puede escribir
{\displaystyle p={Ah^{2} \over V}=\left({\frac {h}{K}}\right)^{2}\,}
donde
{\displaystyle K={\sqrt {V \over A}}\,}
Si h se mide en mm, A en mm² y V en mm³, la presión p estará expresada en Torr
Debido a que el vacuómetro de McLeod comprime los gases para realizar la medición, los vapores condensables a la presión P no serán Censados por el instrumento en cuestión.